# Вуйковичі (Підкарпатське воєводство)
Вуйковичі (пол. Ujkowice - Уйковіце) — давнє українське село  в Польщі, у гміні Перемишль Перемишльського повіту Підкарпатського воєводства.
Населення — 1006 осіб (2011).

## Історія
Після захоплення цих земель Польщею Вуйковичі в 1340–1772 роках входили до складу Перемишльської землі Руського воєводства Королівства Польського. Село згадується в масиві найдавніших документів перемиського суду 2 квітня 1424 р. Попри понад півтисячоліття латинізації та спольщення українців і заселення поляками земель Надсяння українці до Першої світової війни все ж становили більшість у селі. У 1880 р. в селі Вуйковичі Перемишльського повіту в 140 будинках проживали 884 мешканці та в трьох будинках на території панського фільварку проживали 60 осіб (434 греко-католики, 425 римо-католиків і 85 юдеїв). Місцева греко-католицька парафія належала до Радимнянського деканату Перемишльської єпархії.
Після окупації ЗУНР поляками шляхом кривавої війни у 1919—1939 рр. село належало до Перемишльського повіту Львівського воєводства, ґміна Кіньківці. Польська окупаційна влада за міжвоєнний період змінила національний поділ у селі на користь поляків. У 1939 році у Вуйковичах проживало 1470 мешканців, з них 550 українців, 880 поляків і 40 євреїв
В липні 1944 року радянські війська заволоділи селом. Радянські окупанти насильно мобілізували українців-чоловіків у Червону армію. За Люблінською угодою від 9 вересня 1944 року село опинилося в Польщі. Польським військом і бандами цивільних поляків почались пограбування і вбивства, 3 березня 1945 р. банда польських шовіністів (командир — Роман Кісєль «Семп») вбила в селі щонайменше 15 українців, серед них греко-католицького священика Івана Сорокевича з дружиною, пограбувала господарства українців. Селяни гуртувались в загони УПА і відділи самооборони. Українців у 1945 р. добровільно-примусово виселяли в СРСР. Решту українців у 1947 р. під етнічну чистку під час проведення Операції «Вісла» було виселено на понімецькі землі у західній та північній частині польської держави.
Протягом 1975—1998 років входило до складу Перемишльського воєводства.
У Вуйковичах знаходяться руїни форту часів Першої світової війни та православний паломницький центр — монастир святих Кирила та Мефодія. Станом та травень 2016 року в монастирі з чудотворною іконою Божої Матері «Відрада і утіха» проводяться богослужіння, 24 травня їх здійснив митрополит Львівський і Сокальський Димитрій.
У 1975-1998 роках село належало до Перемишльського воєводства.

## Демографія
Демографічна структура станом на 31 березня 2011 року:
|          | Загалом | Допрацездатний вік | Працездатний вік | Постпрацездатний вік |
| -------- | ------- | ------------------ | ---------------- | -------------------- |
| Чоловіки | 528     | 108                | 375              | 45                   |
| Жінки    | 478     | 97                 | 282              | 99                   |
| Разом    | 1006    | 205                | 657              | 144                  |